# Sam Kooistra
Samuel Gene Kooistra, detto Sam (Chicago, 18 agosto 1935 – Oak Lawn, 18 settembre 2010), è stato un pallanuotista statunitense, che ha disputato il torneo di pallanuoto ai Giochi di Melbourne 1956, assieme al fratello Bill.
Sempre nella pallanuoto, ha vinto un oro ai III Giochi panamericani.